# Taiping (socken i Kina, Inre Mongoliet, lat 48,62, long 123,83)
Taiping (kinesiska: 太平, 太平乡) är en socken i Kina. Den ligger i den autonoma regionen Inre Mongoliet, i den norra delen av landet, omkring 1 300 kilometer nordost om regionhuvudstaden Hohhot.
Genomsnittlig årsnederbörd är 817 millimeter. Den regnigaste månaden är juli, med i genomsnitt 255 mm nederbörd, och den torraste är januari, med 8 mm nederbörd.